# エアロック・エアロバティックチーム
エアロック・エアロバティックチーム（AIROCK Aerobatic Team）はかつて存在した日本の民間によるアクロバット（エアロバティック／曲技飛行）チームである。
同チームは日本における最初の職業エアロバティックチームでもあった。

## 概要
航空自衛隊の戦闘機パイロットだったロック岩崎が「生涯飛行機乗り」でありたい、との思いから1995年に自衛隊を退官。エアショーパイロットの修行のため渡米し、1996年8月に設立したのがエアロック・エアロバティックチームである。その後1996年11月3日と4日に南紀白浜空港にて行われた「スカイレジャージャパン'96」でピッツS-2Bと共にデビューを果たした。
1997年から本格的に活動を開始し、2000年にはチーム2機目のピッツとなるS-2Cを導入。2002年のシーズンからは念願のフォーメーションフライトを開始。
翌年2003年からは2番機パイロットノブ次田のチーム離脱からロックのソロショーになるものの、2004年にはインストラクター出身のパイロット、サニー横山が新2番機パイロットとしてデビューし復活。また同年には通算100回目となるショーも達成した。
2005年も更なる飛躍が期待されていたが、同年4月21日、コウノトリ但馬空港での曲技飛行訓練中に墜落事故が発生しロックが他界。S-2Cは大破し登録抹消となってしまう。
しかし、その悲劇を乗り越え、亡き恩師ロック岩崎の遺志を継いで2005年7月17日の防府北基地航空祭からサニー横山をチーフパイロットとしてエアショーへの参加を再開した。
2008年からは新体制のもと新しいスタッフも増員され、エアショー会場での曲技飛行はもとより、併設される地上ブースでのエアロックグッズショップやファンとの交流も精力的に展開。
国内唯一のプロによるエアロバティックチームとして、全国各地で行われる自衛隊航空祭や民間イベントなどで、その芸術的な演技を披露していたが、2009年シーズン半ばから機体故障のため飛行展示、機体展示を見合わせていた。
2010年2月、13年に渡って使用したピッツのフレームに曲技飛行に関わる大きな問題が発見され、機体修復により多くの時間と費用がかかること、エアロック創設当時の権利者の意向から、今後もエアロックというチーム名で引き続きエアショー参加を継続して行くことを断念せざるを得ない結論となり、2010年3月をもってエアロック名義としてのチーム活動を終えることが公式ホームページで発表された。
なお、この声明文の中で、サニー横山を含むチームのスタッフはまた新しいエアショーチームとして飛行再開を模索していくことが明記されている。
また残されたピッツS-2B（JA11AR）はチーム発足時の塗装に塗り替えられ、石川県小松市の石川県立航空プラザにて2010年4月から展示されている。

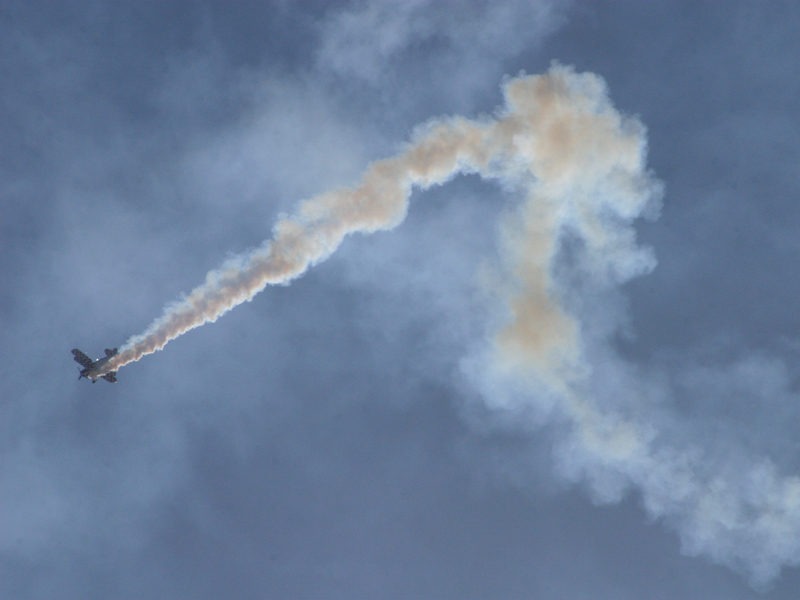
サニー横山による曲技飛行中の航跡
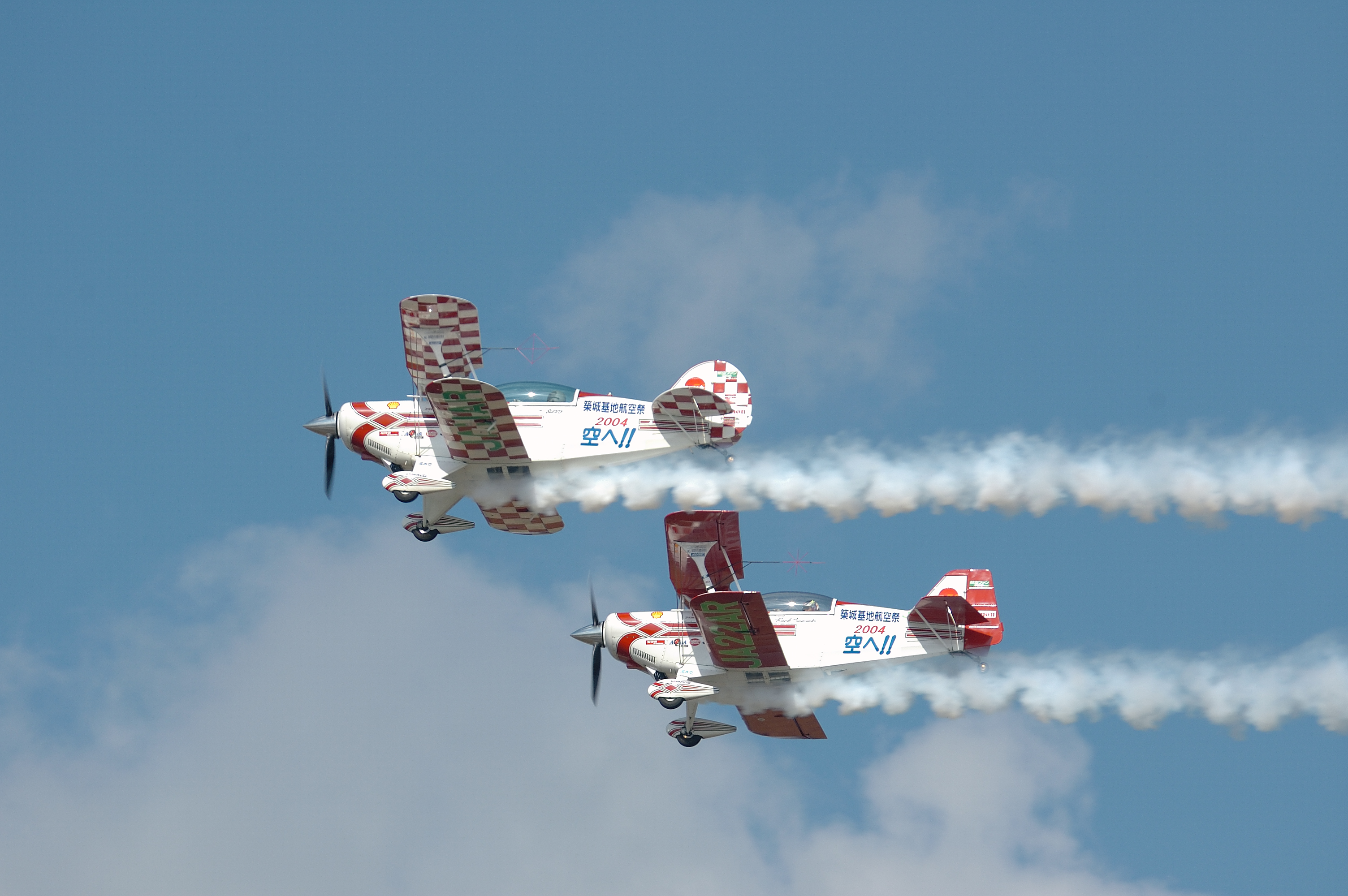
S-2B（左）およびS-2C（右）
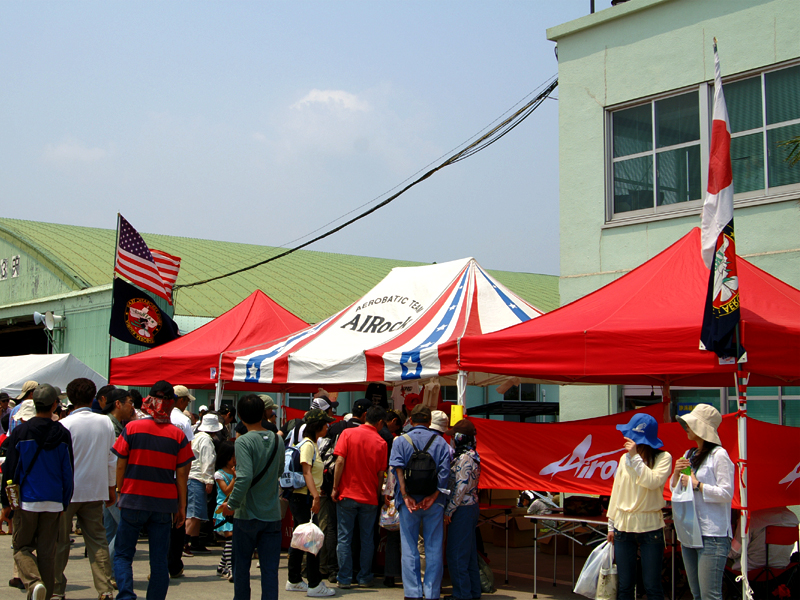
エアショー会場で併設されるエアロックブース